# Patricia Martin
Patricia Martin (Buenos Aires, 17 de febrero de 1956) es una periodista, crítica literaria, conductora de radio y productora de radio francesa que trabaja en France Inter.

## Biografía

### Formación
Martin tiene una maestría en literatura. Después de sus estudios, se convirtió en directora de radio, especialmente en France Inter, donde produjo el programa Télescopage de Philippe Meyer en 1984 y L'Agenda de... presentado por Nicolas Hulot de 1986 a 1987.

### Carrera como periodista en France Inter
Patricia Martín se inicia como periodista en France Inter. Presentó el informativo matutino de 1988 a 1991, luego se le encomendó el programa matutino de la emisora entre 7 h y 9 h: Inter Matin, de 1991 a 1999. Entre septembre 1999 y juin 2005, ocupó la franja horaria del 10 am a 11 h en Alter Ego.
Durante la temporada 2005-2006 presentó el espectáculo Philofil los domingos entre 12 h y 12 h 45. Desde septembre 2006, Patricia Martín presenta la sección de lunes a viernes de 6  h - 7 h dentro del 5/7 que comparte con Nicolas Stoufflet. En septembre 2008, tras la salida de esta última de la sede de Le Jeu des 1 000 euros, volvió a presentar el segmento completo de lunes a jueves, sustituyéndola Sylvie La Rocca y luego Laurence Garcia el viernes. De janvier de 2010 a juin 2010, el espectáculo se detiene a 6 h 30 tras la ampliación del programa matutino de Nicolas Demorand.
De septembre de 2010 a junio de 2021, presentó 7/9 du week-end, primero a dúo con Fabrice Drouelle hasta junio de 2014, luego sola con el apoyo de Pierre Weill, que se convirtió entonces en redactor jefe del espectáculo. A partir de septembre 2016, el espectáculo aumentó una hora y se convirtió en Le Six neuf du week-end, y copresentó con Éric Delvaux el espectáculo de 2017 a 2021.
Durante el verano de 2019 presentó el programa InterClass, que sensibiliza a los estudiantes de secundaria sobre la información y los medios.
Además, desde principios de la década de 2000, Patricia Martín forma parte del «ibros de equipo» del programa de France Inter Le Masque et la Plume presentado por Jérôme Garcin.
Desde el inicio del año escolar 2021, presenta todos los viernes por la noche en France Inter el programa L'Heure Philo dedicado a la reflexión y la filosofía.

### Otras actividades
Patricia Martín también presentó en televisión el programa literario y cultural Ah ! Quels titres con Philippe Tesson de 1994 a 1995 en France 3.
También es una de los cincuenta miembros del comité de patrocinio del Mouvement pour une organisation mondiale de l'agriculture, un think tank francés.

## Publicación
- Pierre Zémor (8 de marzo de 2007). Le Défi de gouverner, communication comprise — Mieux associer les citoyens ? (en francés). Paris: Radio France/L'Harmattan. p. 272. ISBN 978-2-296-02982-8.